# The Music Machine (band)
The Music Machine, ook wel The Bonniwell Music Machine, was een Amerikaanse psychedelische rockband opgericht in Los Angeles, Californië in 1966. Aangevoerd door chief songwriter en zanger Sean Bonniwell, cultiveerde de band een karakteristiek donker en rebels beeld dat wordt weerspiegeld in een ongetemde muzikale benadering. Soms maakte het gebruik van vervormde gitaarlijnen en hallucinogene orgelpartijen, onderbroken door Bonniwells kenmerkende keelzang. Hoewel ze er met twee singles slechts kort in slaagden nationaal hitparadesucces te behalen, wordt The Music Machine tegenwoordig door veel critici beschouwd als een van de baanbrekende acts van de jaren 1960. Hun stijl wordt nu erkend als een baanbrekende kracht in protopunk, maar binnen een relatief korte tijd begonnen ze complexere lyrische en instrumentale arrangementen te gebruiken die verder gingen dan het typische garagebandformaat.
In 1965 kwam de band samen als een folkrocktrio, bekend als The Raggamuffins, voordat ze uitbreidden naar het kwintet dat later werd omgedoopt tot Music Machine. De groep stond bekend om hun kledingstijl, waarbij ze zich volledig in zwarte kleding hulden. In 1966 werd de Music Machine gecontracteerd door Original Sound en in de tweede helft van het jaar bracht het zijn eerste single Talk Talk uit, waarmee het de Top 20 van de Billboard Hot 100 bereikte. Hun debuutalbum (Turn On) The Music Machine en de matige hit The People in Me volgden. De oorspronkelijke bezetting van de band viel eind 1967 uiteen na bestuurlijke en financiële geschillen. Bonniwell bracht de band weer bij elkaar onder de naam The Bonniwell Music Machine. In 1968 verscheen het tweede album The Bonniwell Music Machine, maar de band viel begin 1969 uit elkaar.

## Bezetting
- Mark Landon[4] (zang)
- Sean Bonniwell[5] (gitaar)
- Doug Rhodes[6] (keyboards)
- Keith Olsen[7] (basgitaar)
- Ron Edgar[8] (drums)

## Geschiedenis

### De beginjaren (1965–1966)
De kern van de band werd gevormd toen Sean Bonniwell (zang, slaggitaar) deelnam aan een jamsessie met Keith Olsen (basgitaar) en Ron Edgar (drums), die hij beide ontmoette in het folkmuziekcircuit. Bonniwell had eerdere ervaring als zanger bij de Wayfarers. Het traditionele folkcombo had al enig regionaal succes: het uitbrengen van drie albums en voortbouwen op de ervaring van Bonniwell die aandrong op het belang van repetitie. Terwijl Bonniwell reisde en met de groep opnamen maakte, begon hij wat materiaal te schrijven dat later met The Music Machine zou opduiken. Echter, nog steeds beïnvloed door acts die nu als passé worden beschouwd, werkte het muzikale traditionalisme van de Wayfarers verstikkend voor Bonniwell, die het soort hardere, geavanceerde stilistische mogelijkheden wilde verkennen die hij uiteindelijk in de rock zou vinden. Olsen had eerder opgetreden in de begeleidingsband van Gale Garnett en Edgar was lid van het folkkwintet The GoldeBriars met de latere Sunshine pop-voorloper Curt Boettcher (wiens carrière zou verstrengelen met verschillende leden van de Music Machine eind jaren 1960). Met The GoldeBriars droeg Edgar bij aan hun derde album, dat gepland stond voor het uitbrengen bij Epic Records, maar de band ging uit elkaar voordat het album werd uitgebracht.
In 1965 vormden de drie hun eigen folkrockband The Raggamuffins en begonnen op te treden in Los Angeles met een repertoire waarin de band een meer onorthodoxe stijl omarmde en hun traditionele roots verliet. De band nam ook vier nummers op die niet werden uitgebracht tot het album Ignition uit 2000, dat de overgangsfase vertegenwoordigde voordat de band zich ontwikkelde tot de Music Machine. Bonniwell en Olsen waren enthousiast aan het experimenteren met muzikale texturen, terwijl de band strikte repetitieregimes regelde in de garage van Bonniwell. The Raggamuffins kochten hardware voor een zelfgemaakte fuzz-toonschakelaar. Vanaf het begin zorgde Bonniwell ervoor dat de band als geen ander resoneerde door zijn bandleden te instrueren om hun instrumenten van de standaard E-noot naar D-flat te verlagen. Door de aanpassing kregen The Raggamuffins een bodemzwaar en onheilspellend geluid. Bovendien begon de band zich zwart te kleden, met geverfd zwart haar en de kenmerkende leren handschoen die een in het oog springend en uniform bandbeeld presenteerde, dat later invloed zou krijgen op bepaalde punkacts uit de jaren 1970.
Begin 1966 werden audities gehouden om de band uit te breiden, wat resulteerde in de aanwerving van Mark Landon (leadgitaar) en Doug Rhodes (orgel), de laatste was eerder een sessiemuzikant voor The Association (wiens eerste album werd geproduceerd door Boettcher). Om na te denken over de vernieuwde bezetting, veranderde Bonniwell de naam van de band in The Music Machine. De band bouwde een solide reputatie op met optredens in clubs in Los Angeles. Met Bonniwell als de feitelijke leider en creatieve kracht van de band, begon The Music Machine een mix van ruige jaren 1960 punk en psychedelica te ontwikkelen en een repertoire dat Bonniwells zelfgeschreven materiaal en enkele covers omvatte. Het geluid van de band werd benadrukt door de gezaghebbende en veelzijdige zang van Bonniwell, met een energieke techniek die de stijlen van Mick Jagger en Sky Saxon naast elkaar zette. In tegenstelling tot deze twee tijdgenoten bezat Bonniwell een ongewoon goede intonatie in lang aanhoudende passages en het vermogen om frases op te splitsen in een reeks langzame pulsaties. De artistieke houding van The Music Machine werd ook benadrukt door Landons pezige gitaarspel, Olsens galmende bas en Edgars cimbaal-onderbroken drumwerk, wat de band een harder geluid gaf dan veel van hun tijdgenoten.

### Commercieel succes (1966–1967)
Platenproducent Brian Ross kwam toevallig The Music Machine tegen in de Hollywood Legion Lanes, een bowlingbaan die al vroeg een ontmoetingsplaats was voor de band en tekende een platencontract bij Original Sound. Op 30 juli 1966 ging de band de RCA Studios in Los Angeles binnen om de Bonniwell-originelen Talk Talk en Come on In op te nemen, wat aanvankelijk de A-kant zou zijn voor de debuutsingle van de band. Bonniwell had Talk Talk gecomponeerd een jaar voordat hij de band formeerde en de studiotijd werd gekenmerkt door de collectieve inbreng van The Music Machine, gericht op het aanscherpen van de structuur van zijn arrangementen, inclusief de tweetonige fuzz-gitaarriffs en Edgars precieze drumtechniek. Dankzij de toewijding van de band aan repetities, werden de opnamesessies afgesloten met The Music Machine, waardoor slechts drie takes nodig waren om de twee nummers te voltooien. Hoewel de band tevreden was met het resultaat voor Come on In, waren de leden ervan overtuigd dat Talk Talk hen naar de nationale hitlijsten zou stuwen.
Talk Talk werd uitgebracht op 10 september 1966 bij Original Sound en steeg naar nummer 15 in de Billboard Hot 100. Het piekte ook op nummer 21 in Cashbox en nummer 18 bij Record World. De relatief korte lengte - slechts één minuut en 56 seconden - maakte van Talk Talk een populair onderdeel van de Top 40-radio en de concurrerende underground FM-stations. De hit van The Music Machine was misschien wel de meest radicale single die in 1966 bij de reguliere omroep verscheen. Inderdaad, de progressieve teksten en arrangementen van Bonniwell zijn vermeld met het beïnvloeden van The Doors en Iron Butterfly, evenals toekomstige punkbands. Na het uitbrengen van de single begon The Music Machine aan een slopende drie maanden durende tournee door de Verenigde Staten, samen met The Beach Boys, Question Mark & the Mysterians en Clyde McPhatter. Het eindigde ermee dat de band een slechte respons kreeg in het Amerikaanse zuiden, waar de band werd bekritiseerd vanwege hun zwarte kleding. Niettemin, voor het grootste deel diende hun uniforme imago goed voor de nationale erkenning van The Music Machine, vooral omdat de band talrijke optredens had in de televisieprogramma's Where the Action Is, American Bandstand en Shindig!.
Na hun lange nationale tournee keerde The Music Machine terug naar de studio om hun debuutalbum (Turn On) The Music Machine op te nemen. Tot grote afkeuring van Bonniwell moest zijn oorspronkelijke materiaal concurreren met covers van Cherry, Cherry, Taxman, See See Rider en 96 Tears, allemaal gekozen door hun platenlabel met de verwachting dat bekende nummers de platenverkoop zouden verhogen. De langzame, humeurige, fuzz-beladen opstelling van de folkstandard Hey Joe vertoont een sterke gelijkenis met de latere versie van Jimi Hendrix. Bonniwell hoorde het nummer voor het eerst in 1962 in een club in Hermosa Beach. Hij vond dat het tempo van het deuntje te snel was en hij probeerde The Wayfarers tevergeefs over te halen om een langzamere versie op te nemen. Hij herzag het concept met gewijzigde teksten na het horen van de regionaal succesvolle vertolking van Tim Rose in het begin van 1966. Bonniwell schrijft zijn keelzang het duidelijkst toe op Hey Joe met het opnemen van het album Turn On na een 30-daagse tournee. Ondanks de tekortkomingen van het album bereikte (Turn On) The Music Machine nummer 75 in de Billboard 200. Op 21 januari 1967 werd het nummer The People in Me van het album uitgegeven als de tweede single van de band, maar het bleef landelijk op nummer 66 staan nadat het management van de band radiomanagers boos maakte omdat ze het nummer aanvankelijk exclusief beschikbaar maakten voor een rivaliserende zender.

### The Bonniwell Music Machine (1967–1969)
Onmiddellijk nadat (Turn On) The Music Machine was uitgebracht, werd de band geboekt voor een nieuwe Amerikaanse tournee. De band keek uit naar een optreden op het Monterey Pop Festival, maar het was niet opgenomen in hun reisschema. Tijdens off-perioden in hun hectische tourneeschema demonstreerde de Music Machine een nieuwe veelheid Bonniwell-originelen in de RCA Studios in New York en Cosimo Matassa's faciliteit in New Orleans, voordat ze de deuntjes polijsten in Los Angeles. Uit de sessies kwam de derde single Double Yellow Line, uitgebracht in april 1967, die bungelde onder de Billboard Hot 100 op nummer 111. De daaropvolgende publicatie Eagle Never Hunts the Fly haalde het niet.
In mei 1967 nam de oorspronkelijke bezetting voor de laatste keer samen de voltooiing van Astrologically Incompatible, Talk Me Down en The Day Today op. Een probleem dat leidde tot de eerste breuk van de band was dat als onderdeel van hun productiedeal, de naam The Music Machine eigendom was van Ross, die de band weinig tot geen royalty's betaalde. Olsen, Edgar en Rhodes verlieten Bonniwell om het project voort te zetten en sloten zich aan bij The Millennium, een sunshine popband bedacht door Boettcher en Olsen. The Millennium nam in 1968 het album Begin op, voordat de band uit elkaar ging. De drie voormalige Music Machine-leden namen ook deel aan Boettchers volgende productie, de studiogroep met Gary Usher genaamd Sagittarius. De band bracht het album Present Tense uit, samen met de redelijk succesvolle single My World Fell Down, voordat Edgar en Rhodes vertrokken. Olsen bleef aan boord om Sagittarius' tweede album The Blue Marble op te nemen (waar Boettcher weinig mee te maken had) en bouwde vervolgens in de jaren 1970 een succesvolle carrière op als platenproducent.
Onverschrokken onderhandelde Bonniwell met succes zijn platencontract met Original Sound, dat werd overgedragen aan Warner Bros. Records, in de hoop een grotere mate van onafhankelijkheid te vinden. De betovering van The Music Machine met Original Sound liep ten einde, hoewel het label in 1968 Hey Joe als single uitbracht in een poging om het succes van Hendrix met het nummer te verzilveren. Er was ook het Bonniwell-soloproject in samenwerking met producent Paul Buff, dat resulteerde in de zeldzame single Nothing Is Too Good for My Car, die werd uitgebracht onder de naam Friendly Torpedo's. Schrijver Greg Russo, die de albumnotities voor de geremasterde publicaties van de single heeft gecomponeerd, legt uit dat het zijproject werd gestart tijdens een verwarrende overgangsfase voor Bonniwell, die ook het deuntje Citizen Fear genereerde, dat pas in 2000 op het album Ignition werd verspreid. Zonder de druk van het bedrijf vormde Bonniwell een nieuwe band, omgedoopt tot The Bonniwell Music Machine, met sessiemuzikanten Ed Jones op basgitaar, Harry Garfield op orgel, Alan Wisdom op leadgitaar en Jerry Harris op drums.
In maart 1967 stelden Bonniwell en Ross de nieuwe bezetting voor bij United Western Recorders om het tweede album The Bonniwell Music Machine op te nemen. Het opname- en mixproces werd minutieus uitgedacht, bijna uitsluitend door Bonniwell, die waardering had voor de inspanningen van zijn nieuwe bandleden om het concept van het album te ontwikkelen, maar gedesillusioneerd was door het gebrek aan samenhang van het project. Zes van de nummers van het album waren overblijfselen van de sessies van de eerste bezetting in de studio van Cosimo Matassa en RCA Studios. Dit resulteerde in een mengelmoes van muziekstijlen, waaronder verkennende benaderingen van psychedelica en softrock. Op 10 februari 1968 werd The Bonniwell Music Machine uitgebracht met weinig commercieel succes. Bijgevolg werd de Bonniwell Music Machine grotendeels vergeten door het grote publiek en viel de tweede bezetting in juli 1968 uiteen.

### Ontbinding en nasleep
Een definitieve versie van de Bonniwell Music Machine werd geassembleerd met een draaideur van muzikanten. Nog twee singles werden uitgebracht bij Warner Bros. met weinig kennisgeving, voordat de laatste single Advice and Consent in maart 1969 bij Bell Records werd gedistribueerd. Ontgoocheld door de muziekindustrie en op tournee moeten gaan tegen imitatie-Music Machine-bands, gaf Bonniwell de rechten op de naam van de band op en tekende hij als soloartiest bij Capitol Records. Onder de naam T.S. Bonniwell nam hij het album Close op, waarop een poëtisch ingestelde Bonniwell snaar- en orkestarrangementen verkent. Na het uitbrengen van het album vertrok Bonniwell naar wat hij zijn 'verwesterde goeroe-tijdperk' noemde - het bestuderen van oosterse mystiek en het beoefenen van meditatie en vegetarisme.
De band was bijna vergeten na hun ontbinding, maar The Music Machine en hun muziek beleefden een heropleving van de belangstelling eind jaren 1980. Het begon met Rhino Records met nummers op de Nuggets-compilatiealbums Nuggets Volume 1: The Hits and Nuggets, Volume 2: Punk, voordat het album The Best of the Music Machine in 1984 werd uitgebracht. Andere compilaties zoals Beyond the Garage, The Very Best of the Music Machine en Ignition hebben bijgedragen aan de terugkeer van de Music Machine naar de belangstelling van het publiek. Bovendien verschijnen Talk Talk en Double Yellow Line op de uitgebreide boxset van Nuggets: Original Artyfacts from the First Psychedelic Era, 1965-1968 uit 1998.
In 2000 publiceerde Bonniwell zijn autobiografie Beyond the Garage, waarin hij herinnerde aan zijn ervaringen met de Music Machine en zijn leven na de ontbinding van de groep. Een nieuwe versie van de Bonniwell Music Machine in 2004 speelde in volle clubs tijdens een Europese tournee, waaronder een optreden als headliner op een avond van het Wild Weekend-festival in Spanje. Afgezien van dit, een paar live optredens met The Larksmen en een gastoptreden op hun album van 2006, keerde Bonniwell nooit terug naar een actieve muziekcarrière, hoewel hij beweerde meer dan 300 nummers te hebben geschreven na zijn ambtstermijn bij de Music Machine.

## Overlijden
Op 20 december 2011 overleed Bonniwell op 71-jarige leeftijd aan longkanker in een medisch centrum in Visalia (Californië). Drummer Ronald 'Ron' Edgar overleed op 23 februari 2015 op 68-jarige leeftijd. Basgitarist Keith Olsen overleed op 9 maart 2020 op 74-jarige leeftijd.

## Discografie

### Singles
- 1966: Talk Talk
- 1967: The People in Me
- 1967: Double Yellow Line
- 1967: The Eagle Never Hunts the Fly
- 1967: Hey Joe
- 1969: Advise and Consent

### Studioalbums
- 1966: (Turn On) The Music Machine
- 1967: The Bonniwell Music Machine

### Ep's
- 1967: Talk Talk

### Compilatiealbums
- 1984: The Best of the Music Machine
- 1994: The Music Machine
- 1995: Beyond the Garage
- 1997: Rock 'n' Roll Hits
- 1999: Turn On: The Best of the Music Machine
- 2000: Ignition
- 2006: The Ultimate Turn On
- 2014: Rarities, Vol. 1: Last Singles & Demos
- 2014: Rarities, Vol. 2: Early Mixes & Rehearsals
- 2015: Re-Ignition

### Als The Bonniwell Music Machine
- 1967: Bottom of the Soul / Astrologically Incompatible
- 1968: Me, Myself and I / Soul Love
- 1968: Tin Can Beach / Time Out for a Daydream
- 1968: You'll Love Me Again / To the Light
- 1997: Point of No Return / King Mixer

#### Anders
- 1968: Nothing's Too Good for My Car / So Long Ago (als the Friendly Torpedos)